# Matapédia-Ouest
Matapédia-Ouest est un village de l'Est du Québec situé dans la vallée de la Matapédia en Gaspésie faisant partie de la municipalité de Matapédia dans la municipalité régionale de comté d'Avignon au Canada.

### Source en ligne
- Commission de toponymie du Québec